# Game Machine
Game Machine (ゲームマシン) était un magazine japonais (paru entre 1974 et 2002) édité par Amusement Press et spécialisé sur les machines de divertissements du Japon (medal game, roulette, borne d'arcade, flipper, parc d'attractions). 
Le magazine publie le 15 juin 1975 le 26e numéro dans lequel se trouve un article sur la popularité du jeu d'arcade de Taito, Speed Race (en). C'est à partir de ce numéro que les articles sur les jeux vidéos augmentent progressivement jusqu'en 1978. Avec l'engouement du jeu Space Invaders en 1978, les jeux d'arcade deviennent le principal lectorat de Game Machine.
Le magazine totalise 660 numéros, le premier numéro est publié le 10 août 1974 et le dernier, le numéro 660, est publié le 15 juin 2002. Le 1er juin 2019, les 660 numéros de Game Machine sont archivés via onitama.tv.